# Michael Sheen
Michael Sheen, celým jménem Michael Christopher Sheen, OBE (* 5. února 1969, Newport, Wales) je velšský herec. Svou kariéru zahájil počátkem devadesátých let nejprve jako divadelní herec; od poloviny devadesátých let se začal věnovat také hraní ve filmech. V letech 1995 až 2003 žil s anglickou herečkou Kate Beckinsale, se kterou měl jedno dítě. Roku 2009 získal Řád britského impéria.
V červnu roku 2016 vystupoval jako host při koncertu hudebníka Johna Calea v Cardiffu. Recitoval zde báseň „And Death Shall Have No Dominion“ od Dylana Thomase za Caleova hudebního doprovodu.

## Filmografie (výběr)

### Film
| Rok  | Český název                                               | Role                    | Poznámky |
| ---- | --------------------------------------------------------- | ----------------------- | -------- |
| 1995 | Othello                                                   | Lodovico                |          |
| 1997 | Oscar Wilde                                               | Robbie Ross             |          |
| 2002 | Čtyři pírka: Zkouška cti                                  | William Trench          |          |
| 2003 | Proud času                                                | Oliver de Vannes        |          |
| 2003 | Underworld                                                | Lucian                  |          |
| 2004 | Zákon přitažlivosti                                       | Thorne Jamison          |          |
| 2005 | Království nebeské                                        | kněz                    |          |
| 2006 | Královna                                                  | Tony Blair              |          |
| 2006 | Krvavý diamant                                            | Rupert Simmons          |          |
| 2008 | Duel Frost/Nixon                                          | David Frost             |          |
| 2009 | Underworld: Vzpoura Lycanů                                | Lucian                  |          |
| 2009 | Prokletý klub                                             | Brian Clough            |          |
| 2009 | Twilight sága: Nový měsíc                                 | Aro Volturi             |          |
| 2010 | Zvonilka a velká záchranná výprava                        | Doktor Griffiths (hlas) |          |
| 2010 | Alenka v říši divů                                        | Bílý králík (hlas)      |          |
| 2010 | Tron: Legacy 3D                                           | Castor / Zuse           |          |
| 2011 | Půlnoc v Paříži                                           | Paul                    |          |
| 2011 | Twilight sága: Rozbřesk – 1. část                         | Aro Volturi             |          |
| 2011 | Resistance                                                | Tommy Atkins            |          |
| 2012 | Twilight sága: Rozbřesk – 2. část                         | Aro Volturi             |          |
| 2014 | Prokletí Midasovy skříňky                                 | kpt. Will Charity       |          |
| 2015 | Daleko od hlučícího davu                                  | Willliam Boldwood       |          |
| 2016 | Alenka v říši divů: Za zrcadlem                           | Bílý králík (hlas)      |          |
| 2016 | Noční zvířata                                             | Carlos Holt             |          |
| 2016 | Norman: Mírný vzestup a tragický pád stratéga z New Yorku | Philip Cohen            |          |
| 2016 | Pasažéři                                                  | Arthur                  |          |
| 2017 | Který je ten pravý?                                       | Austen Blume            |          |
| 2017 | Bradův život                                              | Craig Fisher            |          |
| 2020 | Dolittle                                                  | Blair Müdfly            |          |

### Televize
| Rok             | Český název      | Role                | Poznámky                    |
| --------------- | ---------------- | ------------------- | --------------------------- |
| 2010            | Studio 30 Rock   | Wesley Snipes       | 4 díly                      |
| 2013–16         | Mystérium sexu   | Dr. William Masters | hlavní role, také producent |
| 2015            | Sedm dní v pekle | Caspian Wint        | TV film                     |
| 2019            | Dobrý boj        | Roland Blum         | 7 dílů                      |
| 2019–současnost | Good Omens       | anděl Azirafal      | 12 dílů                     |
| 2019–21         | Prodigal Son     | Martin Whitly       | hlavní role                 |
| 2022            | The Sandman      | Paul                | díl: „Sen o tisíci kočkách" |